# Noir (groupe sud-coréen)
Pour les articles homonymes, voir Noir (homonymie).
Noir (Hangul : 느와르) souvent stylisé NOIR, est un boys band sud-coréen formé par l'agence LUK Factory à Séoul. Le groupe est composé de 9 membres : Seunghoon, Yeonkuk, Junyong, Yunsung, Siheon, Hoyeon, Siha, Minhyuk et Daewon.
Le 23 janvier 2018, LUK Factory avait annoncé la formation du groupe composé de 8 membres dont trois membres de la saison 2 de PRODUCE 101 (Yeonkuk, Yunsung, et Hoyeon). Le 13 mars 2018, Junyong, ex-membre de INX, est ajouté au groupe. NOIR devait débuter en mars 2018 mais a finalement fait ses débuts le 9 avril 2018 avec l'album Twenty's Noir. Leur premier clip officiel a été réalisé pour le morceau "Gangsta".
Le nom du fandom est Lumiere, aussi appelé Lumi ou Lumies. Il a été annoncé le 21 janvier 2019. Lumiere signifie "lumière" en français.
En janvier 2018, quelques mois avant leurs débuts, est publiée une télé-réalité nommée 'Action Noir' sur la chaîne YouTube de NOIR. Il y a 8 épisodes au total.

## Membres
| Nom             | Nom     | Date de naissance         | Nationalité | Position                                                   |
| Romanisé        | Coréen  | Date de naissance         | Nationalité | Position                                                   |
| --------------- | ------- | ------------------------- | ----------- | ---------------------------------------------------------- |
| Shin Seung-Hoon | 신승훈  | 30 mai 1993 (28 ans)      | Sud-coréen  | Leader, rappeur principal, chanteur                        |
| Kim Yeon-Kuk    | 김연국  | 08 février 1995 (26 ans)  | Sud-coréen  | Chanteur, danseur                                          |
| Lee Jun-Yong    | 이준용  | 01 mars 1995 (26 ans)     | Sud-coréen  | Chanteur principal                                         |
| Nam Yun-Sung    | 남윤성  | 29 août 1996 (24 ans)     | Sud-coréen  | Chanteur secondaire, rappeur, visuel                       |
| Kim Si-Heon     | 김시헌  | 23 décembre 1997 (23 ans) | Sud-coréen  | Chanteur secondaire, rappeur secondaire                    |
| Ryu Ho-Yeon     | 유호연  | 06 février 1998 (23 ans)  | Sud-coréen  | Danseur principal, rappeur secondaire, chanteur secondaire |
| Yang Si-Ha      | 양 시하 | 09 mars 1998 (23 ans)     | Sud-coréen  | Chanteur principal                                         |
| Kim Min-Hyuk    | 김민혁  | 18 mars 1998 (23 ans)     | Sud-coréen  | Rappeur secondaire, danseur secondaire                     |
| Kim Dae-Won     | 김대원  | 18 avril 2000 (21 ans)    | Sud-coréen  | Danseur secondaire, chanteur, maknae                       |

Tableau basé sur des informations du site officiel de LUK Factory et données dans des interviews,.

## Discographie

### Albums Studio
| Titre           | Détails de l'album                                                                                     | Positions maximales dans le classement | Ventes       |
| Titre           | Détails de l'album                                                                                     | KOR                                    | Ventes       |
| --------------- | --- | -------------------------------------- | ------------ |
| Twenty's Noir   | - Sortie: 9 avril 2018 - Étiquette: Luk Factory, Genie Music - Formats: CD, téléchargement numérique   | 36                                     | - KOR: 1 533 |
| TOPGUN          | - Sortie: 2 octobre 2018 - Étiquette: Luk Factory, Genie Music - Formats: CD, téléchargement numérique | 30                                     | - KOR: 1 226 |
| ABYSS           | - Sortie: 12 juin 2019 - Étiquette: Luk Factory, Genie Music - Formats: CD, téléchargement numérique   | 38                                     | - KOR: 1 446 |
| Up The Sky : 飛 | - Sortie: 27 avril 2020 - Étiquette: Luk Factory, Genie Music - Formats: CD, téléchargement numérique  | 24                                     | - KOR: 901   |

### MVs
- As a star (2018)

https://www.youtube.com/watch?v=zoimKGXyDcQ
- Gangsta (9 avril 2018)

https://www.youtube.com/watch?v=zix2I8laSeI
- Airplane Mode (2 octobre 2018)

https://www.youtube.com/watch?v=FEmnRksU10o
- Doom Doom (12 juin 2019)

https://www.youtube.com/watch?v=286OtOvdM7I
- Lucifer (27 avril 2020)

https://www.youtube.com/watch?v=30dfBPkKcRE

## Tournée européenne: NOIR TOUR 2019 "over the ABYSS"
Dates
- 19 octobre : Paris, France au PAN PIPER
- 20 octobre : Cologne, Allemagne au LIVE MUSIC HALL
- 25 octobre : Prague, République Tchèque au RETRO MUSIC HALL
- 27 octobre : Varsovie, Pologne au PROGRESJA

## Filmographie

### Dramas et films
| Année | Titre                             | Type      | Membre(s) participant(s)             | Rôle(s)   | Plateforme | Note                        | Réf.   |
| ----- | --------------------------------- | --------- | ------------------------------------ | --------- | ---------- | --------------------------- | ------ |
| 2018  | 진짜 있을가] 탐정과 엔터테인먼트  | Web drama | Minhyuk, Yeonkuk, Junyong et Yunsung | eux-mêmes | YouTube    | Apparition                  | [ 13 ] |
| 2019  | No Work Today (오늘도 일없습니다) | Web drama | Yunsung                              | lui-même  | YouTube    | Rôle principal, 12 épisodes | ,      |

### Comédies musicales
| Année     | Titre                    | Membre(s) participant(s)          | Rôle(s)                                         | Note                                                    | Réf. |
| --------- | ------------------------ | --------------------------------- | ----------------------------------------------- | ------------------------------------------------------- | ---- |
| 2019-2020 | Iron Mask (아이언마스크) | Junyong                           | Raoul                                           | S'est déroulée au Kwanglim Art Center                   | ,    |
| 2019      | On Air - Secret Contract | Yeonkuk, Siheon, Hoyeon et Daewon | Respectivement : Rui, Shi Jun, Tae Young et Jen | Sitcom théâtrale, s'est déroulée au Kwanglim Art Center | ,    |